# مطار كانغدينغ
مطار كانغدينغ (بالإنجليزية: Kangding Airport)‏ و(بالصينية: 康定机场) (إياتا: KGT، إيكاو: ZUKD) مطار عام يقع بمدينة كانغدينغ [الإنجليزية] في سيشوان في الصين. يبلغ طول المدرج 4000 م ويرتفع عن سطح البحر 4280 م. وهو ثالث أعلى مطار في العالم بعد مطار داوجينغ يادينغ ومطار كامدو بامدا، وأعلى بقليل من مطار نغاري غوتشا (ارتفاع 4،274 مترًا (14،022 قدمًا).

## شركات الطيران والوجهات
| شركـات طيـران       | الوجهات                                                                                  |
| ------------------- | ---------------------------------------------------------------------------------------- |
| خطوط سيتشوان الجوية | مطار تشنغدو شوانغليو الدولي، مطار تشونغتشينغ جيانغبى الدولي، مطار هانغتشو شياوشان الدولي |

## وصلات خارجية
- http://www.flightstats.com/go/Airport/airportDetails.do?airportCode=KGT